# Anemone trifolia
Anemone trifolia é uma espécie de planta com flor pertencente à família Ranunculaceae, enquadrando-se no tipo fisionómico dos geófitos.
A autoridade científica da espécie é L., tendo sido publicada em Sp. Pl. 1: 540 (-541). 1753.

## Nomes comuns
Dá pelos seguintes nomes comuns: anémona-dos-bosques (não confundir com a Anemone nemorosa, que com ela partilha este nome), erva-sanguinária e flor-de-vento.

## Portugal
Trata-se de uma espécie presente no território português, nomeadamente os seguintes táxones infraespecíficos:
- Anemone trifolia subsp. albida - presente em Portugal Continental, mais concretamente nas zonas do Noroeste e da Terra Quente transmontana[4]

Em termos de naturalidade é endémica da Península Ibérica. Não se encontra protegida por legislação portuguesa ou da Comunidade Europeia.

## Ecologia
Esta espécie privilegia os campos húmidos e sombrios, bem como as cercanias de matorrais ou carvalhais.